# CA-31
La CA-31 est une voie rapide urbaine qui permet d'accéder au centre d'El Puerto de Santa María depuis l'A-4.
D'une longueur de 4.5 km environ, elle prolonge l'A-4 pour accéder à El Puerto de Santa María jusqu'à l'intersection avec la Rocade nord et la CA-32 à destination de Puerto Real et de là, elle pénètre par le nod avant de prolonger la cette dernière.
Elle est composée de 4 échangeurs sous forme de giratoire jusqu'au centre urbain.

## Tracé
- Elle se détache de l'A-4 au nord de la ville, et dessert les zones industrielles.
- Elle se fait prolonger la partie est de la ville par la CA-32 après l'intersection avec l'A-491 qui contourne par l'ouest.

## Sorties
| Numéro de la sortie | Nom de la sortie | Bifurcation |
| ------------------- | --- | ----------- |
|                     | Jerez de la Frontera - Cadix A-4 El Puerto de Santa María Centre El Puerto de Santa María-Calle Virgen de Los Migralos Valdelagrana | CA-32       |
|                     | El Puerto de Santa María-Avenida de la Guardia Civil El Puerto de Santa María-Avenida de Las Americas                               |             |
|                     | El Puerto de Santa María-Calle del Piano - Zones Industrielles                                                                      |             |
|                     | El Puerto de Santa María-Variante de la Rota a El Puerto El Puerto de Santa María-Ouest Zones Industrielles                         |             |
|                     | La Valenciana - La Caridad |             |
|                     | Zone industrielle - Urbaluz |             |
|                     | Vallealto - Manchon de Hierro |             |
|                     | Jerez de la Frontera - Aéroport de Jerez Arcos de la Frontera A-382 Algésiras A-381                                                 | A-4         |